# Peterskirche (Sausenheim)
Die Peterskirche ist die protestantische Pfarrkirche des pfälzischen Dorfes Sausenheim (einem Stadtteil von Grünstadt) im Landkreis Bad Dürkheim.

## Geschichte
Die Kirche war dem Apostel Petrus gewidmet und soll laut einer von der Stadt Grünstadt angebrachten Inschrifttafel bereits um 800 durch das Kloster Weißenburg gegründet worden sein. Urkundlich wird sie erstmals 1253 erwähnt. Sie gehörte zum Bistum Worms, Landkapitel Neuleiningen. Im Wormser Synodale von 1496 ist außer dem Hauptaltar des Hl. Petrus noch ein Nebenaltar der Hl. Ottilia genannt. Das Patronat lag beim Wormser Domkapitel. Mitte des 16. Jahrhunderts führten die Grafen von Leiningen den lutherischen Glauben ein und das Gotteshaus wurde lutherische Pfarrkirche. In einem Schreiben des Grafen Georg Hermann von Leiningen-Westerburg an das Wormser Domkapitel beschreibt er das alte Gebäude als „im höchsten Grade baufällig“, weshalb man 1725/26 die heutige Kirche errichtete, welche das Bistum Worms, als alter Patronatsherr, finanzieren musste. Der Wormer Domvikar, Amtskeller und Speichermeister Martin Augsthaler († 1749) – welcher 1728 auch den Hochaltar in der Sausenheimer St. Stephanskirche stiftete – hatte am 21. April 1725 den Grundstein gelegt. 1836 erbaute man östlich des Gebäudes einen freistehenden Kirchturm.

## Baubestand
Die Kirche liegt im südwestlichen Bereich des Dorfes (Kirchgasse 11), ist mit dem Chor geostet und steht wohl auf den Grundmauern des Vorgängerbaues, von dem offenbar auch Mauerwerk integriert wurde. Es handelt sich um einen einfachen Putzbau mit dreiseitigem Chorschluss. Sie hat barocke Rundbogenfenster mit Hausteinrahmung. Auf der Nordseite besitzt das Langhaus drei wuchtige, schmucklose Strebepfeiler. Das auf der Westseite sitzende Hauptportal ist korbbogig, mit gerahmten Pilastern und Scheitelstein. Darüber sitzt ein querovales Fenster und die Jahreszahl „1725“ in großen Metallziffern. 
Im Inneren weist die Kirche ein Tonnengewölbe aus Holzbrettern auf, das auf einem Steingesims ruht und als Sternenhimmel gestaltet ist. Die Inneneinrichtung aus dem Jahr 1726 ist weitgehend originalgetreu erhalten. Als Farben dominieren weiß und gold. Östlich steht im Chor der Altar, über den sich eine Orgelempore spannt. Das Orgelprospekt ist barock verziert und mit Figuren versehen. Die Westempore besitzt an ihrer Brüstung 12 qualitative Ölbilder der Apostel, geschaffen von einem bisher unbekannten Maler, um 1725. Wertvollster Einrichtungsgegenstand ist ein achteckiger gotischer Taufstein der Wormser Schule, von herausragender Qualität. Am Fuß sitzen vier Löwen und das Becken ist ringsum verziert mit Rankwerk und Heiligenfiguren. Er wird in die Zeit um 1510 datiert und soll nach ungesicherter Überlieferung aus der Klosterkirche Höningen stammen. In der Tat ist es ein außergewöhnliches Stück, das eher nicht für eine einfache Dorfkirche entstanden sein dürfte.
Östlich des Chores steht der neugotische Glockenturm von 1836, ausgeführt in roten Sicht-Sandsteinen. Um die Kirche liegt der alte Friedhof in dem sich noch diverse Grabplatten und Grabsteine des 16., 17. und 18. Jahrhunderts befinden.

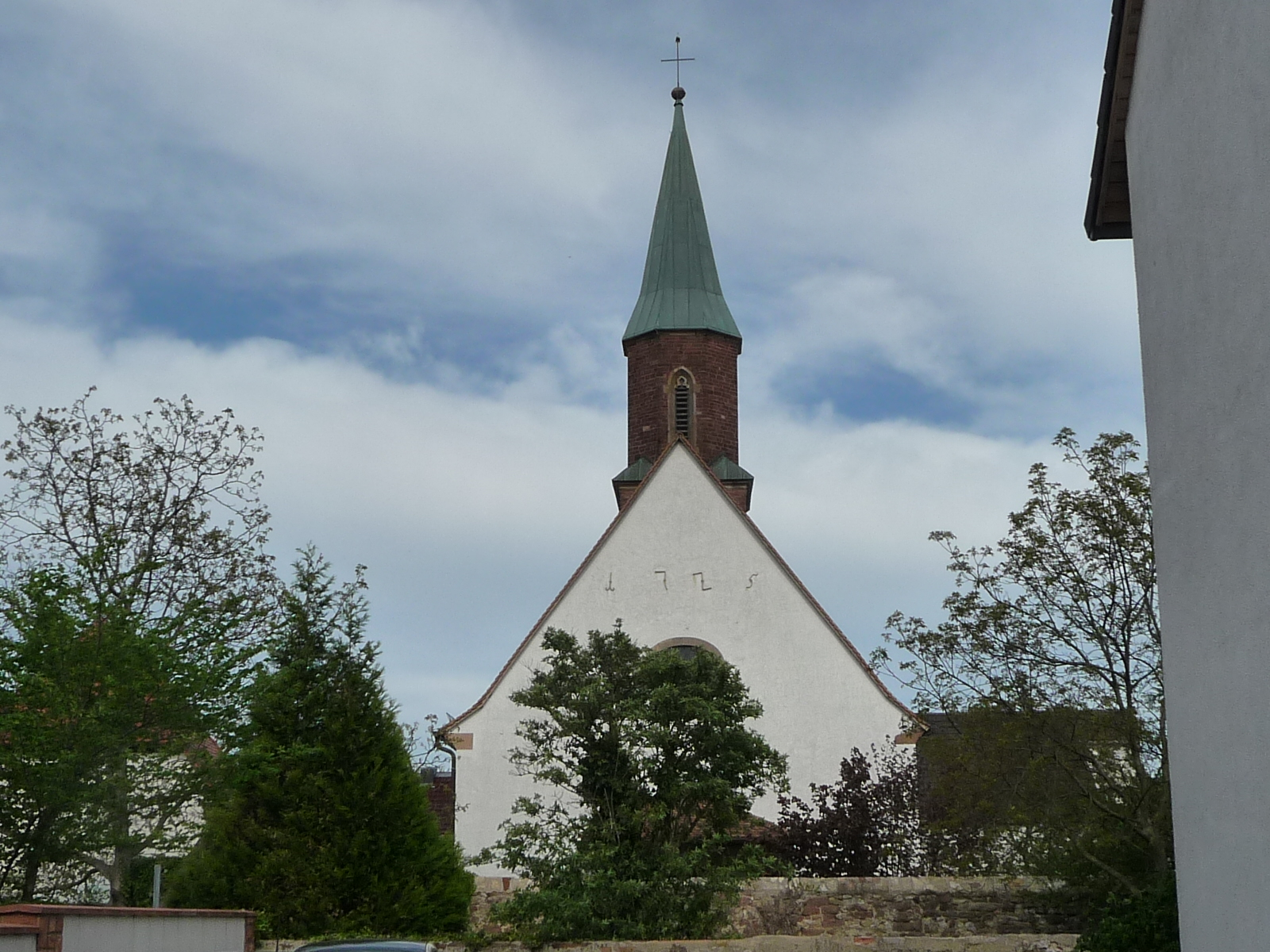
Peterskirche Sausenheim, von Westen
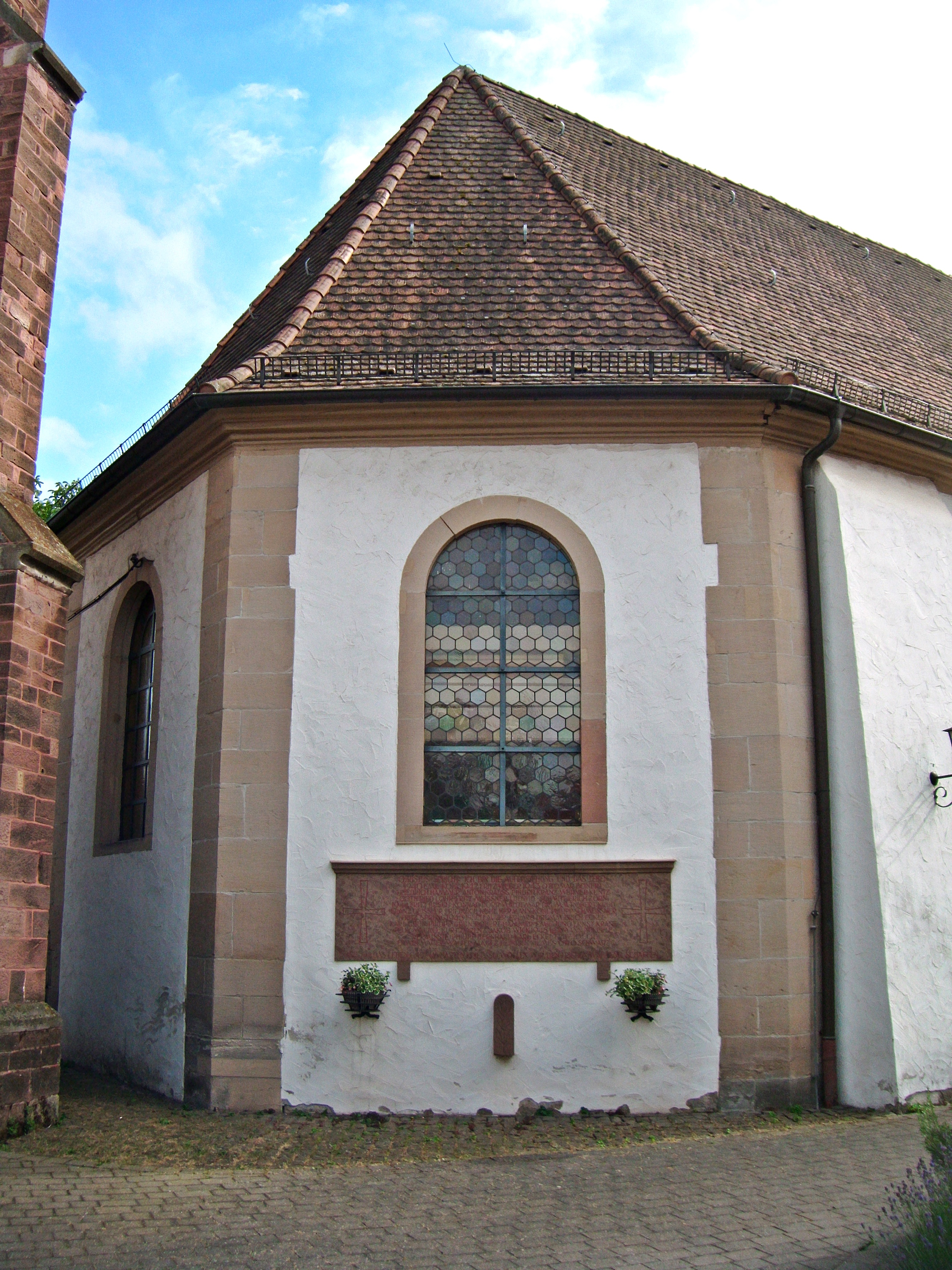
Chor von Osten
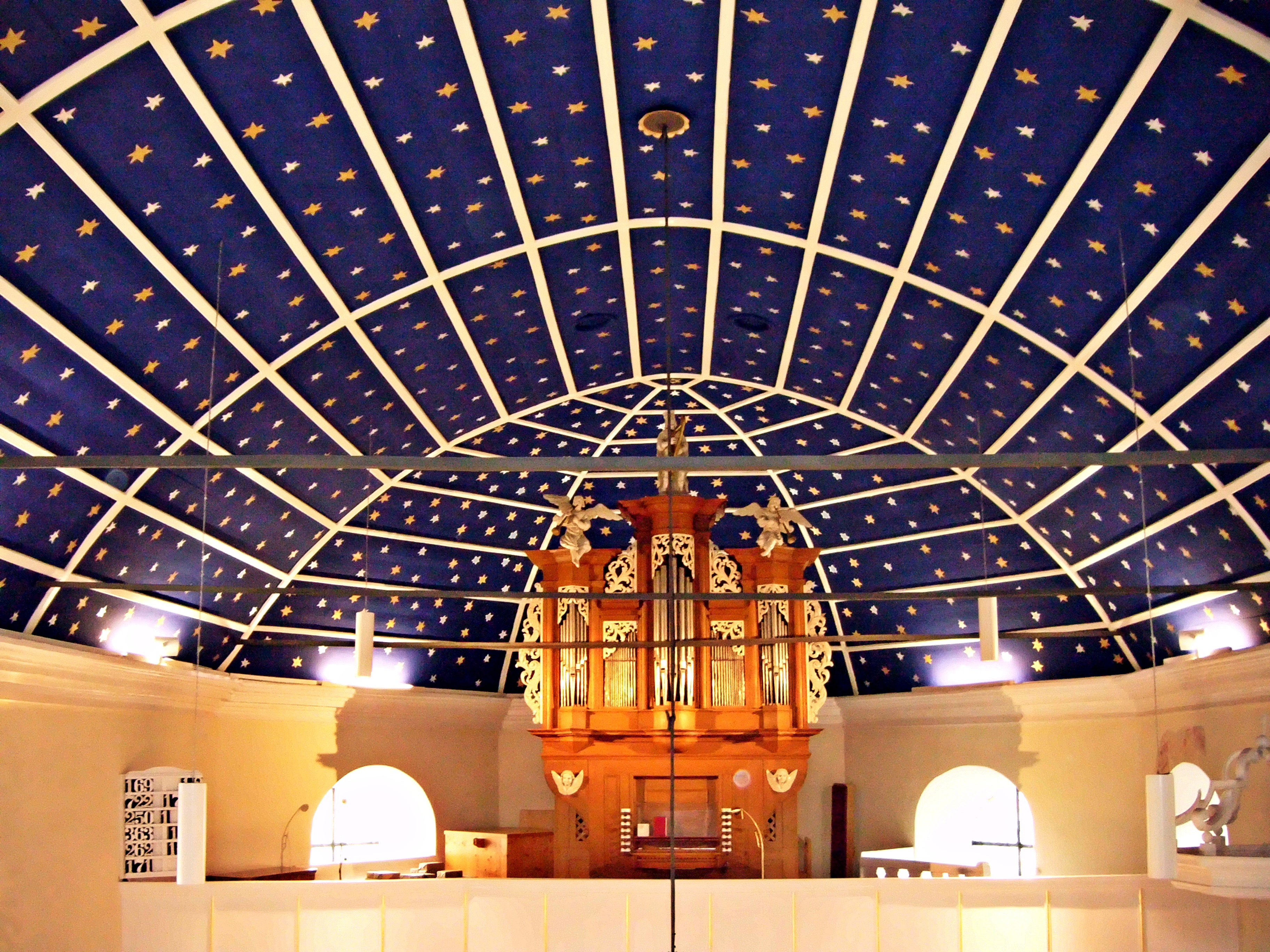
Orgelempore
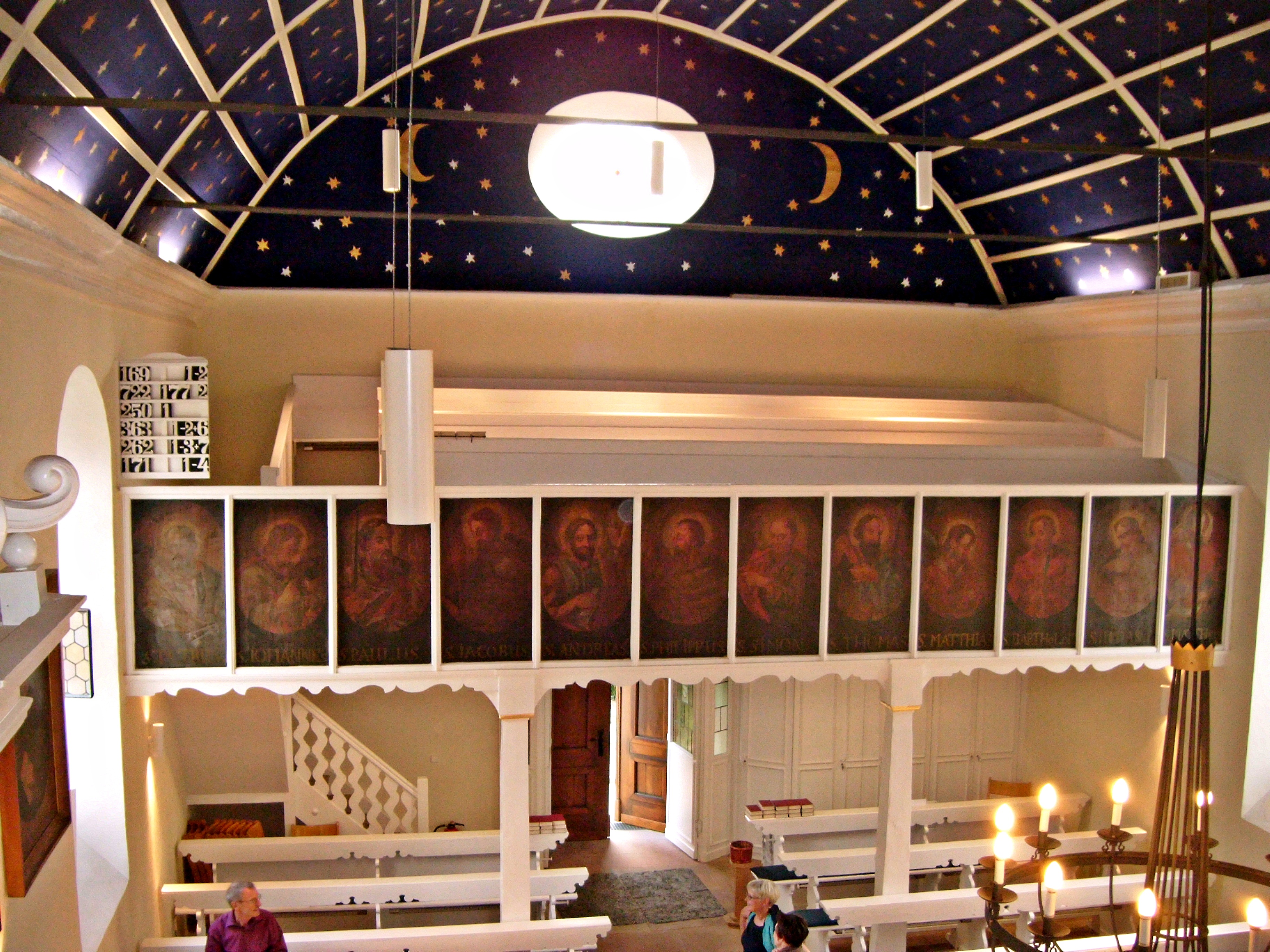
Westempore mit barocken Apostelbildern
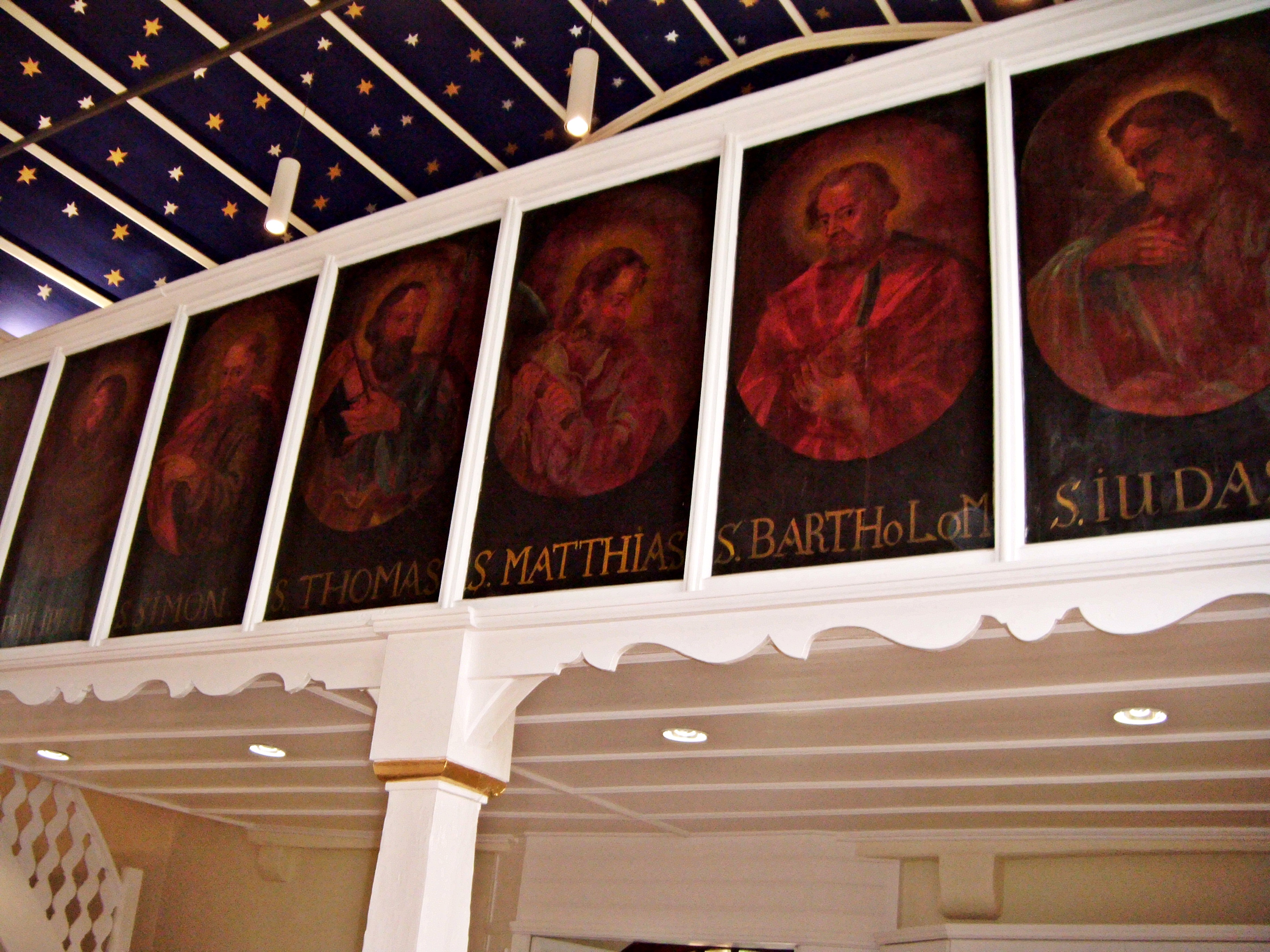
Apostelbilder an der Westempore
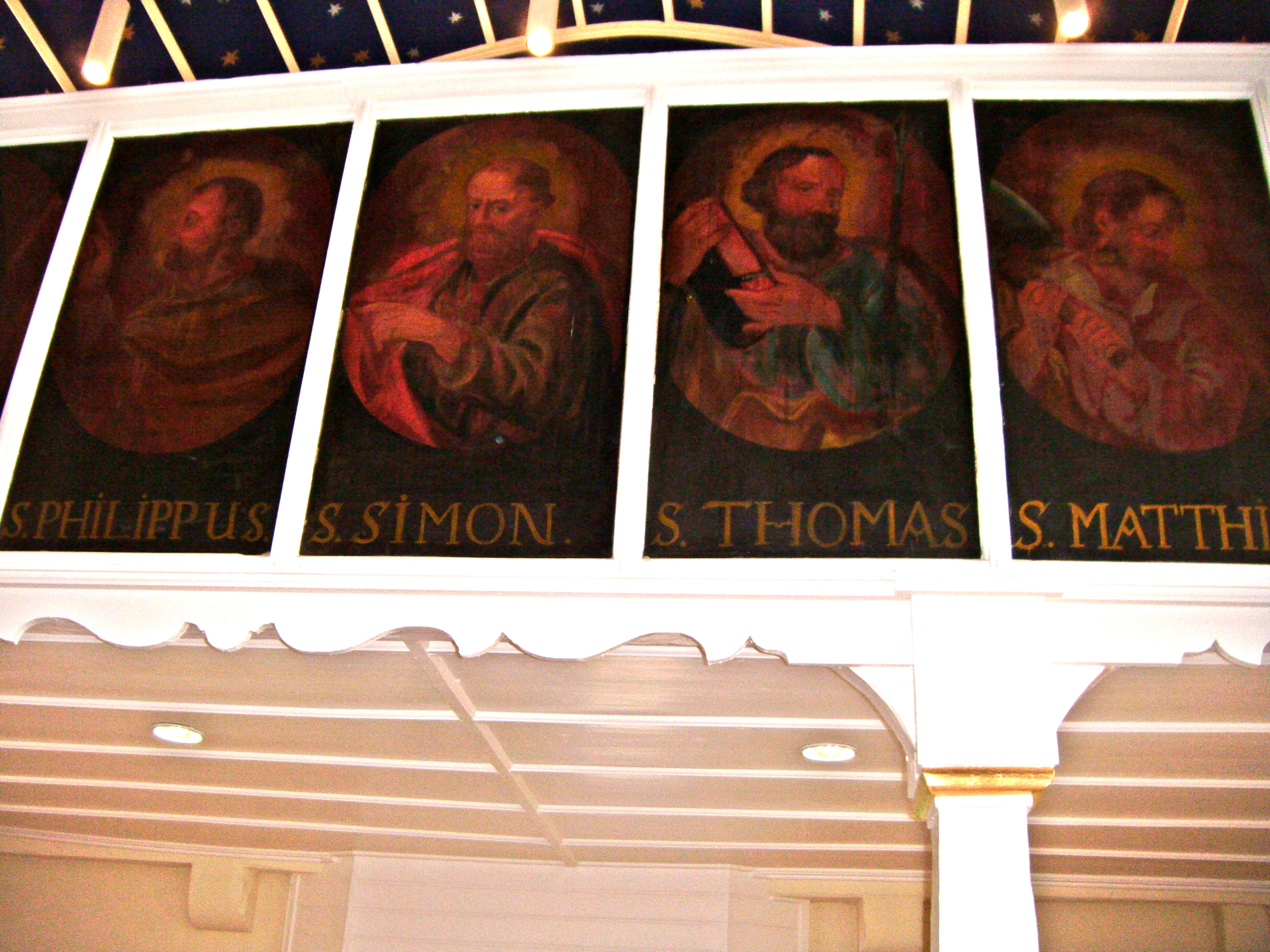
Apostelbilder, Westempore
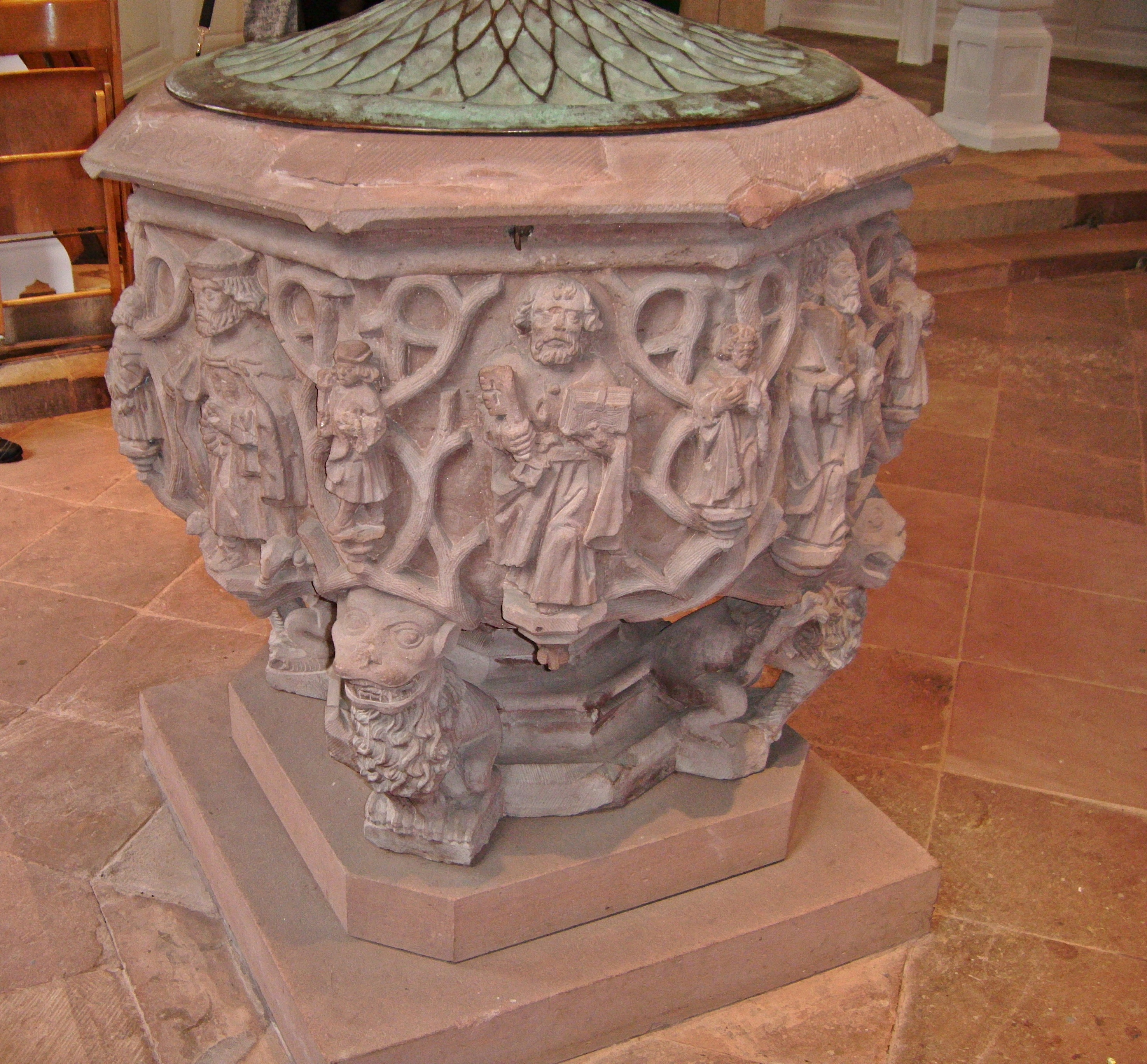
Gotischer Taufstein
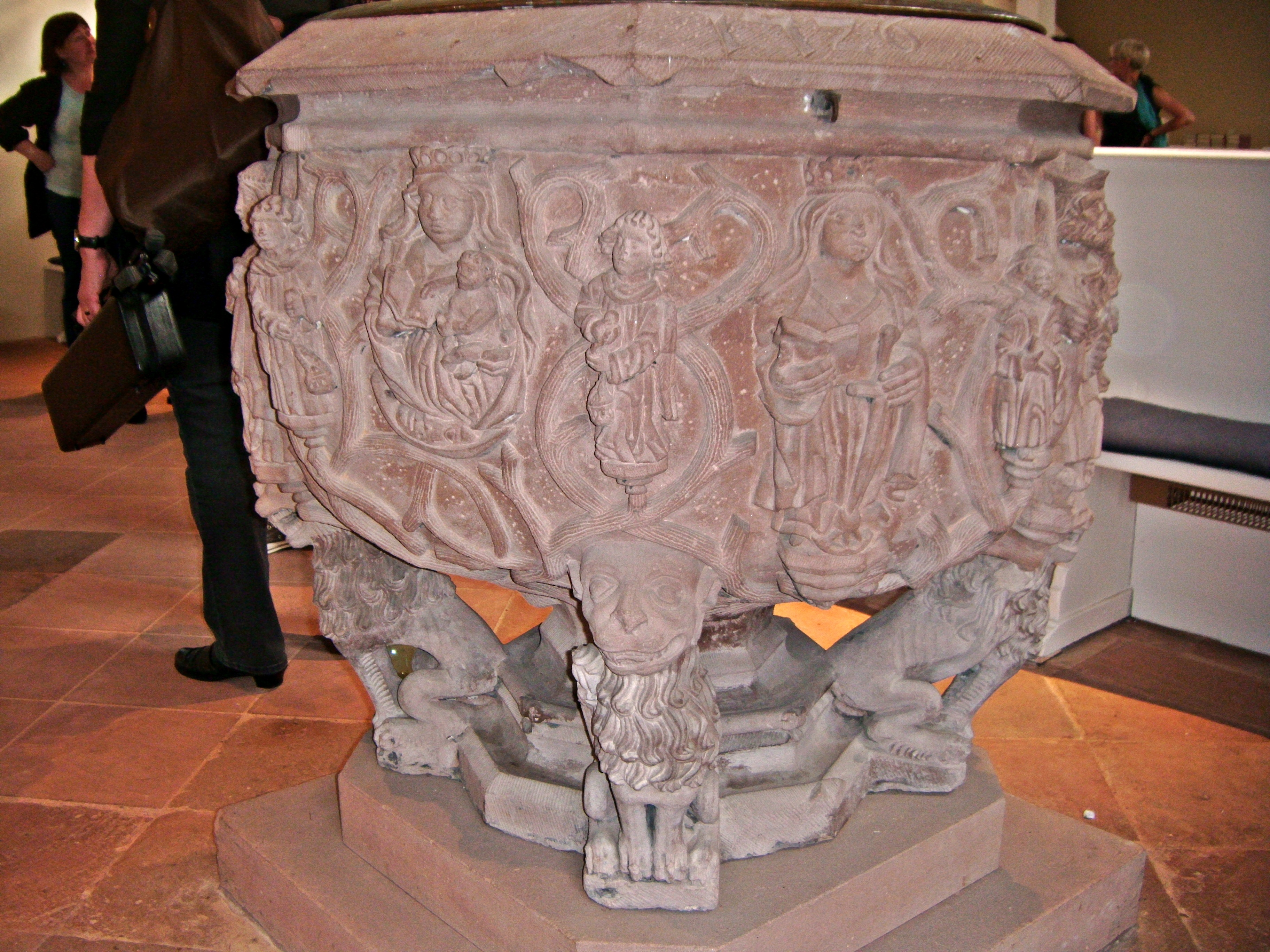
Taufstein
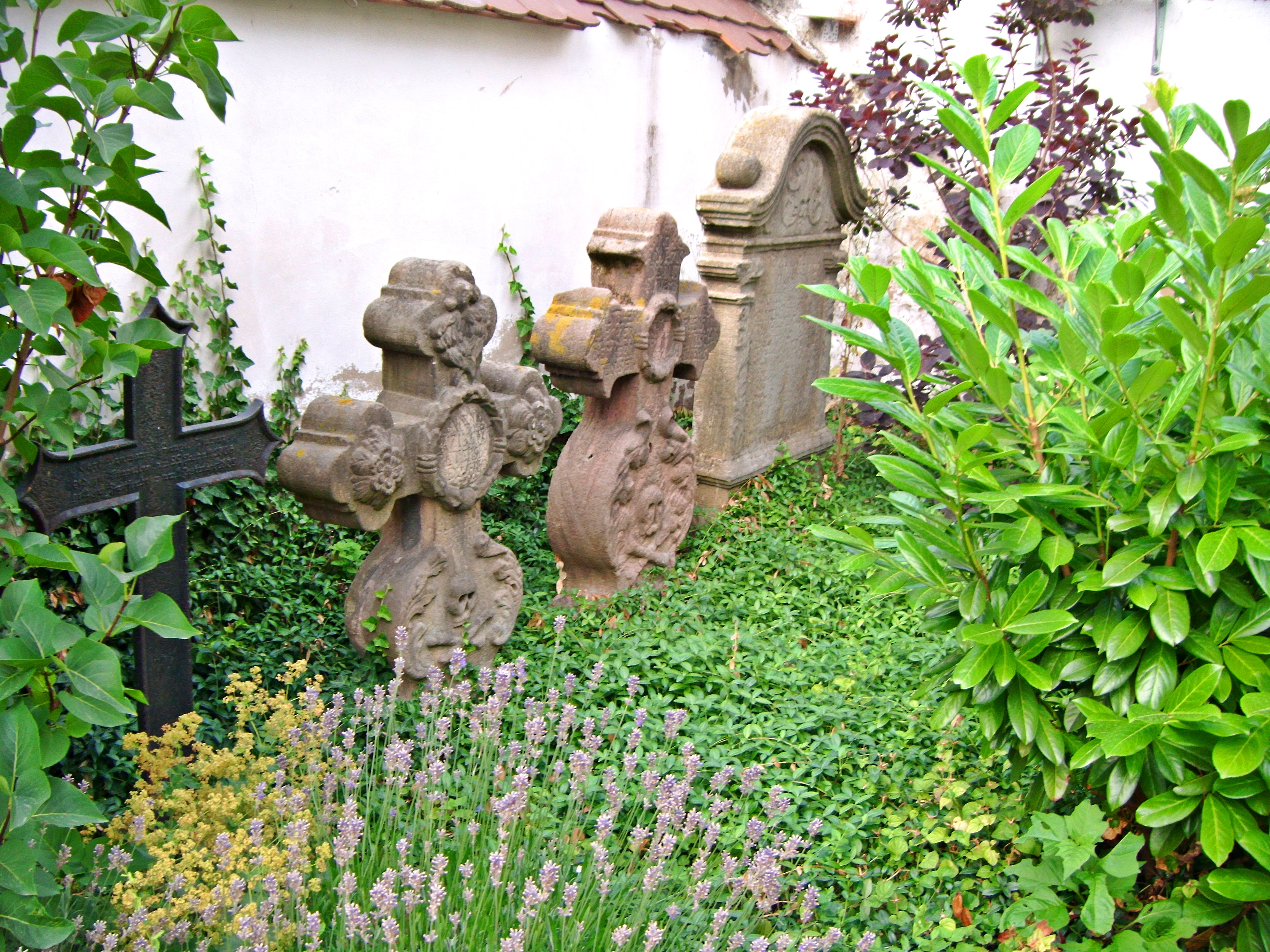
Barockgrabsteine bei der Kirche
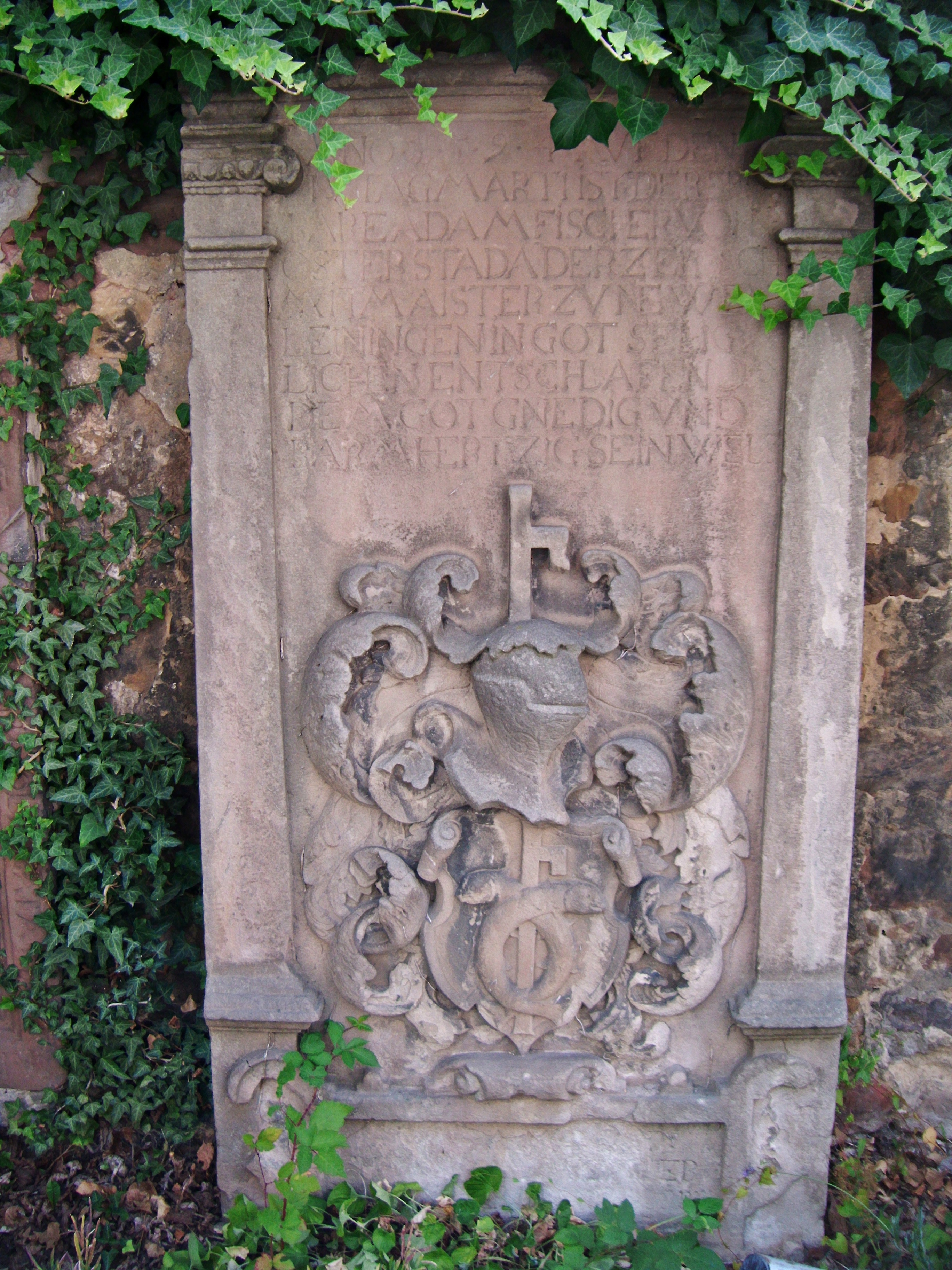
Grabplatte, Adam Fischer, Neuleiningen, 1594